# Campionati giapponesi di ski cross 2012
I Campionati giapponesi di ski cross 2012 si sono svolti ad Kashimayari il 19 marzo. Il programma ha incluso sia la gara femminile che la gara maschile. 
Trattandosi di competizioni valide anche ai fini del punteggio FIS, vi hanno partecipato anche sciatori di altre federazioni, senza che questo consentisse loro di concorrere al titolo nazionale giapponese.

## Risultati

### Uomini
| Pos. | Atleta           | Nazione  |
| ---- | ---------------- | -------- |
| 1    | Hayato Nishizawa | Giappone |
| 2    | Kenji Kono       | Giappone |
| 3    | Godai Fukui      | Giappone |
| 4    | Yutaro Yumoto    | Giappone |

### Donne
| Pos. | Atleta           | Nazione  |
| ---- | ---------------- | -------- |
| 1    | Reina Umehara    | Giappone |
| 2    | Noriko Fukushima | Giappone |
| 3    | Akane Nakajima   | Giappone |
| 4    | Sachi Hirakawa   | Giappone |